# Essere qui
Essere qui – piąty album studyjny włoskiej piosenkarki Emmy Marrone, wydany 26 stycznia 2018 przez wytwórnię Universal Music. Album składa się z jedenastu włoskojęzycznych kompozycji, a wyprodukowali go Emma Marrone i Luca Mattioni.
Płytę promowały single: „L’isola”, „Effetto domino”, „Mi parli piano” oraz „Mondiale” (w wersji specjalnej albumu). Wydawnictwo dotarło do 2. miejsca na oficjalnej włoskiej liście sprzedaży oraz do 16. miejsca na szwajcarskiej liście sprzedaży. 
We Włoszech albumowi przyznano certyfikat złotej płyty za sprzedaż w nakładzie przekraczającym 25 tysięcy sztuk.

## Lista utworów
| Nr  | Tytuł                | Autorzy                                                                 | Producenci                  | Czas  |
| --- | -------------------- | ----------------------------------------------------------------------- | --------------------------- | ----- |
| 1.  | „L’isola”            | Domenico Canu, Marco Baroni, Roberto Angelini                           | Emma Marrone, Luca Mattioni | 4:17  |
| 2.  | „Le ragazze come me” | Dario Faini, Davide Petrella                                            | Emma Marrone, Luca Mattioni | 3:25  |
| 3.  | „Sottovoce”          | Giovanni Pollex, Leonardo Lamacchia, Roberto Guglielmi, Stefano Milella | Emma Marrone, Luca Mattioni | 3:15  |
| 4.  | „Mi parli piano”     | Roberto Casalino, Davide Simonetta                                      | Emma Marrone, Luca Mattioni | 3:24  |
| 5.  | „Effetto domino”     | Davide Petrella, Federica Abbate, Fabio Gargiulo                        | Emma Marrone, Luca Mattioni | 3:42  |
| 6.  | „Le cose che penso”  | Salvatore Mineo, Amara                                                  | Emma Marrone, Luca Mattioni | 4:02  |
| 7.  | „Portami via da te”  | Giuliano Sangiorgi                                                      | Emma Marrone, Luca Mattioni | 3:47  |
| 8.  | „Luna e l’altra”     | Andrea Bonomo, Giulia Anania, Simone Benussi                            | Emma Marrone, Luca Mattioni | 3:48  |
| 9.  | „Malelingue”         | Roberto Casalino, Niccolò Verrienti                                     | Emma Marrone, Luca Mattioni | 3:40  |
| 10. | „Sorrido lo stesso”  | Emma Marrone, Alessandra Flora, Giovanni Caccamo                        | Emma Marrone, Luca Mattioni | 3:19  |
| 11. | „Coraggio”           | Alessandra Merola                                                       | Emma Marrone, Luca Mattioni | 6:03  |
|     |                      |                                                                         | Całkowita długość:          | 42:42 |

## Pozycje na listach sprzedaży
| Kraj       | Lista sprzedaży (2018) | Najwyższa pozycja | Certyfikat  | Sprzedaż |
| ---------- | ---------------------- | ----------------- | ----------- | -------- |
| Szwajcaria | Alben Top 100          | 16                |             |          |
| Włochy     | FIMI                   | 2                 | złota płyta | 25 000+  |